# Vieux Farka Touré
 (juillet 2011).
Boureima « Vieux » Farka Touré, né en 1981 à Niafunké est un musicien et chanteur malien, fils d'Ali Farka Touré.

## Biographie
Vieux Farka Touré – surnommé « Vieux » en Europe et outre-atlantique – est le fils d'Ali Farka Touré. Son album Fondo, a été choisi pour figurer dans la sélection musicale de The Wall Street Journal, de The New York Times, de The Village Voice[réf. nécessaire]. Il a été invité à la cérémonie d’ouverture de la coupe mondiale de la FIFA en 2010. Il a également partagé la scène avec d’autres artistes tels que Shakira, Alicia Keys et K’naan.
En 2011, après la réalisation de son album The Secret, Vieux Farka Touré entame une tournée mondiale aux États-Unis et en Europe.
En 2019, il se donne en concert à Chambéry à l'occasion du festival Lafi Bala.
Vieux Farka Touré relie blues et culture africaine et américaine et mêle modernité et tradition.

## Discographie

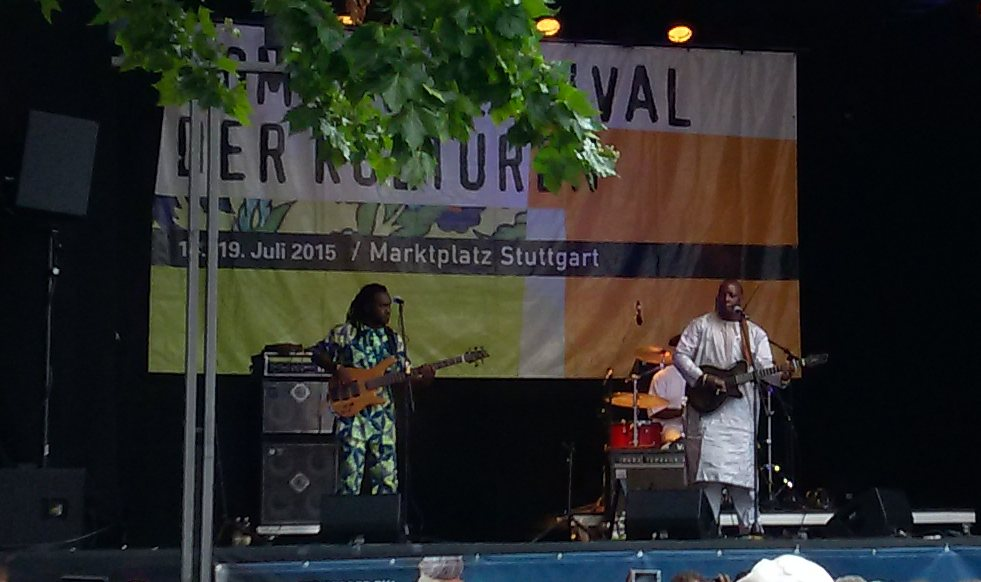
Vieux Farka Touré à Stuttgart (2015)

### Albums solos
- 2006 : Vieux Farka Touré (Modiba/World Village)
- 2009 : Fondo (Six Degrees Records)
- 2011 : The Secret (Six Degrees Records)
- 2013 : Mon Pays (Six Degrees Records)
- 2017 : Samba (Six Degrees Records)
- 2022 : Les Racines (World Circuit Limited)
- 2022 : Ali (Dead Oceans)

### Collaborations
The Touré-Raichel Collective
- 2012 : The Tel Aviv Session (Cumbancha) avec Idan Raichel
- 2014 : The Paris Session (Cumbancha) avec Idan Raichel